# ابرسباخ (میتلساخزن)
ابرسباخ (میتلساخزن) (به آلمانی: Ebersbach) یک منطقهٔ مسکونی در آلمان است که در دوبلن واقع شده‌است. ابرسباخ ۱٬۰۵۵ نفر جمعیت دارد.